# Canal Göta

Trazado del Canal de Göta, entre el mar Báltico y el lago Vänern. En la izquierda puede verse el Canal Trollhätte

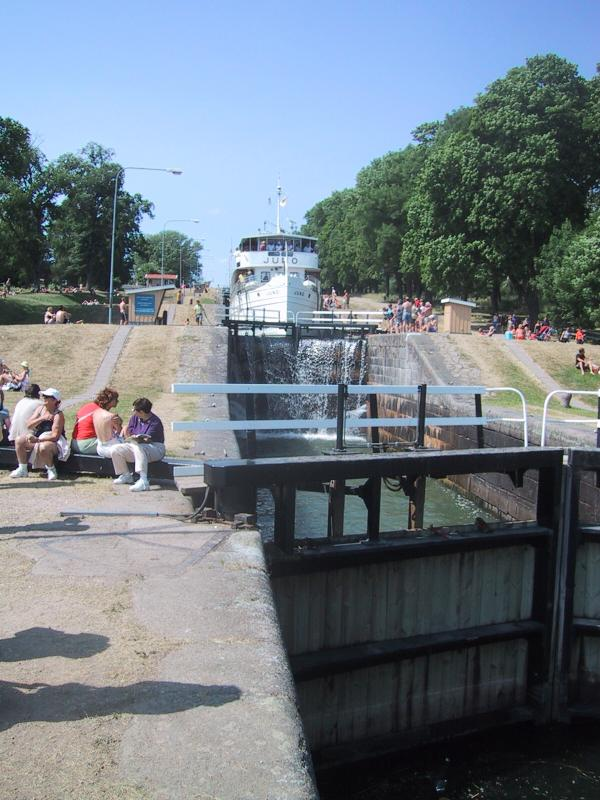
El barco de pasaje Juno en las compuertas de Berg, cerca de Linköping, descendiendo al lago Roxen

El canal de Göta es un canal de navegación, construido en el siglo XIX en el sur de Suecia, que recorre las provincias de Ostrogotia (en sueco: Östergötland län) y Gotia Occidental (en sueco:Västra Götaland), desde Mem (municipio de Söderköping), en el mar Báltico, a unos 140 km al sur de Estocolmo, a Sjötorp en el lago Vänern, en el suroeste de Suecia. En este recorrido se apoya en los lagos Asplången, Roxen, Boren, y Vättern, creando una vía navegable de 190,5 km.
En combinación con el canal Trollhätte, permite viajar en barco, desde Gotemburgo hasta el mar Báltico, y completando el recorrido marítimo por el canal de Södertälje, llegar a Estocolmo, la capital, uniendo así las dos mayores ciudades de Suecia, reduciendo el recorrido por mar, de unos 900 km, a 590 km.

## Historia
El impulsor de su construcción fue Baltzar von Platen, un exoficial de la marina sueca, de origen alemán, que recogiendo planes anteriores, logró el respaldo financiero y político necesario, especialmente del gobierno y del rey Carlos XIII, que vieron en el canal una forma de favorecer la agricultura y modernizar la industria suecas.
La construcción se inició en abril de 1810, llegando a emplear 58.000 trabajadores, y contó con ayuda técnica británica, en concreto del ingeniero escocés Thomas Telford, que estaba dirigiendo la construcción del Canal de Caledonia (1803-1822), de concepción y objetivos semejantes. 
Fue inaugurado oficialmente el 26 de septiembre de 1832, dando importantes servicios a la economía sueca hasta mediados del siglo XIX, en que la competencia con las nuevas líneas de ferrocarril, lo relegó al transporte de mercancías en las que el plazo de entrega no fuera determinante, como productos minerales o forestales. En el siglo XX, el desarrollo de las redes de transporte por carretera, lo hizo aún menos competitivo, de modo que desde hace tiempo el principal tráfico que tiene, como el Canal de Caledonia, su contemporáneo escocés, es de embarcaciones de recreo, para el transporte de personas, ligadas al ocio o el turismo.

## Recorrido
Tiene una longitud total de 190,5 km, de los cuales 28 km son el cruce del lago Vättern, 25 km el paso del lago Roxen, y 87 km son de canal de excavación artificial.
Discurre por los municipios de Söderköping, Norrköping, Linköping, y Motala, en la Provincia de Östergötland; y Karlsborg, Töreboda, y Mariestad, en la de Västra Götaland.

## Características
Las cotas de la lámina de agua varían desde el nivel del mar en su extremo oriental, hasta el punto más alto, en el Lago Viken, a 91,8 m, para descender hasta su extremo occidental, en el lago Vänern, a la cota 48,3 m.
Además de los numerosos pasos superiores de carreteras y ferrocarril, existen dos acueductos y 58 esclusas, de las cuales la mayoría, 37, se encuentran entre el mar Báltico y el lago Vättern, en un recorrido de 92,2 km. El punto donde se salva el mayor desnivel es  Berg, en donde, en un tramo de menos de mil metros, existen 11 esclusas, con 14 compuertas, 7 de las cuales son contiguas. Estas esclusas, llamadas de  Carl Johans, en honor del rey con el que finalizó la obra (ver en la foto superior), salvan un desnivel de 18,8 m.
El canal permite el tránsito de embarcaciones de 30 m de eslora, 7 m de manga, 22 m de altura de mástil y 2,82 m de calado.

## Curiosidades
El Canal de Göta aparece en la novela Roseanna, de los escritores suecos  Maj Sjöwall y Per Wahlöö, que se inicia cuando, con motivo de un dragado en la dársena de acceso a las esclusas de Borensult en el lago Boren, aparece el cuerpo desnudo de una mujer, cuyo nombre da título a la novela. En la búsqueda del asesino, que ha cometido el crimen mientras viajaba en uno de los barcos de pasajeros que recorren el canal, se describe uno de estos viajes, mencionando diferentes lugares del recorrido.